# Mallos de Riglos
Els Mallos de Riglos és una formació muntanyosa del Prepirineu.

## Descripció
Els Mallos de Riglos s'estenen a la vora de la localitat de Riglos, al terme municipal de Las Peñas de Riglos, comarca de la Foia d'Osca.
Es tracta d'un conjunt de cingles i penyals rocallosos. Aquests darrers tenen formes molt característiques i originals que els ha valgut noms especials. La llegenda local diu que els va crear una bruixa gegantina.
Els Mallos de Riglos són una zona molt popular per als practicants de l'excursionisme, l'escalada i, sobre tot el cingle anomenat "la Visera", per al parapent, o el salt base. Un dels alpinistes més destacats en l'obertura de noves vies d'escalada als Mallos de Riglos ha estat Ursicinio Abajo Martínez.